# BD-10°3166b
BD-10°3166b是一颗位于巨爵座、距离地球218光年的系外行星。该行星属于热木星，其轨道距离中央恒星极近，不到地球至太阳距离的1/20。由于至今尚未观测到该行星的凌星现象，所以该行星的轨道可能与地球观测方向并不在一个平面上。